# 舍嫩贝格-屈伯尔贝格
舍嫩贝格-屈伯尔贝格是德国莱茵兰-普法尔茨州的一个市镇。总面积18.68平方公里，总人口5594人，其中男性2732人，女性2862人（2011年12月31日），人口密度299人/平方公里。